# اوبرایان (تگزاس)
اوبرایان، تگزاس (به انگلیسی: O'Brien, Texas) یک شهر در ایالات متحده آمریکا با جمعیت ۱۰۶ نفر است که در تگزاس واقع شده‌است.

## موقعیت جغرافیایی
موقعیت جغرافیایی شهرها و مناطق اطراف به شرح زیر است: